# Neukirchen (powiat Nordfriesland)
Neukirchen (północnofryz. Naischöspel, duń. Nykirke) – gmina w Niemczech w kraju związkowym Szlezwik-Holsztyn, w powiecie Nordfriesland, wchodzi w skład Związku Gmin Südtondern.
W pobliżu rozciąga się Park Narodowy Szlezwicko-Holsztyńskiego Morza Wattowego.
Neukirchen ma tradycje rolnicze. Prócz niemieckojęzycznej szkoły działa szkoła duńska. Z miejscowości wywodziła się rodzina laureata Nagrody Nobla, Theodora Mommsena, której własnością przez ok. 3 stulecia był majątek Seebüll. W 1925 majątek zakupił malarz Emil Nolde, by wybudować tam swój dom i atelier w stylu nawiązującym do koncepcji Bauhausu, które z czasem zostały przekształcone w muzeum poświęcone artyście z wyróżniającą się architekturą.